# سكوت لوتون
سكوت لوتون (بالإنجليزية: Scott Lawton)‏ هو موزع أمريكي، ولد في 4 يوليو 1960.